# Eldstrupig glansstjärt
Eldstrupig glansstjärt (Metallura eupogon) är en fågel i familjen kolibrier.

## Utseende
Eldstrupig glansstjärt är en liten kolibri med kort näbb. Hanen mestadels mörkgrön, med guld- eller bronsfärgad ton och en glittrande rosa fläck på strupen. Honan är mattare färgad med otydligare strupfläck, ibland begränsad till några få rödaktiga fläckar. Stjärten är blågrön ovan och gulgrön under, men verkar ofta helmörk. På huvudet syns en vit fläck bakom ögat.

## Utbredning och systematik
Fågeln förekommer i östra Anderna i Peru (Huánuco, Junín, Apurímac och Ayacucho). Den behandlas som monotypisk, det vill säga att den inte delas in i några underarter.

## Levnadsssätt
Eldstrupig glansstjärt hittas i höglänt dvärgväxt skog. 

## Status
Trots det begränsade utbredningsområdet och att den tros minska i antal anses beståndet vara livskraftigt av internationella naturvårdsunionen IUCN. 